# Микола (Сімкайло)
Єпи́скоп Мико́ла Сімќайло (21 листопада 1952, Караганда — 21 травня 2013, Коломия) — єпископ Української греко-католицької церкви; з 13 липня 2005 до смерті — єпископ Коломийсько-Чернівецький.

## Біографія
Народився 21 листопада 1952 року в Караганді, де відбували заслання його батьки за участь в УПА. У 1963 році батьки повернулися в Україну, і Владика Микола вступив до Підпечарської восьмирічної школи, яку закінчив в 1967 році.
У 1967—1969 роках навчався в Угорницькій середній школі. Відтак вступив до Івано-Франківського технічного училища № 1, після закінчення якого здобув фах слюсаря-ремонтника промислового обладнання (до жодного вищого навчального закладу як «син націоналістів» не міг поступити).
Родина Сімкайлів була близько знайомою з єпископом підпільної УГКЦ Павлом (Василиком), який часто відправляв Богослужіння в їхній хаті. Бачачи ревність у духовному житті Миколи та Григорія (молодший брат), Владика Павло ознайомив їх зі становищем УГКЦ і запропонував стати священниками. З того часу, до і після виконання військового обов'язку, брати почали наполегливо студіювати богословські науки в підпільній духовній семінарії.
15 травня 1974 року в с. Підпечери під час Божественної Літургії Владика Павло (Василик) уділив Миколі дияконські і священничі свячення. У той момент розпочався тернистий шлях підпільного священника: переважно вночі їздив по станицях УГКЦ Івано-Франківської, Тернопільської та Львівської областей, несучи людям Боже Слово, відправляючи Святі Літургії, уділяючи Святі Тайни.
У серпні 1987 року о. Микола разом з групою українського духовенства, монахів і мирян, на чолі з Владиками Павлом (Василиком) і Софроном (Дмитерком) оголосив, що виходить з підпілля. Він був членом делегації, яка виборювала права УГКЦ в Москві, а також ланцюгового голодування, що тривало з 19 травня до 24 листопада 1989 року.
1 жовтня 1989 року в Івано-Франківську відбулася 50-тисячна демонстрація вірних і прихильників УГКЦ, під час якої о. Микола відслужив панахиду і виголосив проповідь на могилі Січових стрільців, за що був заарештований на 15 діб.
28 січня 1990 року після Служби Божої перед закритим Катедральним собором Святого Воскресіння Голова облвиконкому урочисто передав ключі від храму єпископам УГКЦ.
20 лютого 1990 року Грамотою Владики Софрона (Дмитерка) о. Микола був призначений парохом цього храму і деканом Івано-Франківського деканату, а також директором благодійної організації «Карітас». Для поглиблення теологічних знань упродовж 1991—1995 років закінчив Івано-Франківський теологічно-катехитичний духовний інститут.
Нагороджений нагрудним хрестом з прикрасами, мітрою, грамотою і медаллю Вселенського Архієрея Івана Павла II «Почесний Хрест за Церкву та Вселенського Архієрея», почесними грамотами та відзнаками.
2 червня 2005 року номінований єпархом Коломийсько-Чернівецьким УГКЦ.
Єпископська хіротонія Владики Миколи Сімкайла відбулася 12 липня 2005 року, на празник Святих первоверховних апостолів Петра і Павла, в Катедральному соборі Святого Воскресіння м. Івано-Франківська.
Введення на престол Коломийсько-Чернівецької єпархії Владики Миколи Сімкайла відбулося 13 липня 2005 року, на празник Собору святих апостолів.
Серце владики Миколая (Сімкайла), Єпарха Коломийсько-Чернівецького, зупинилося 21 травня 2013 року внаслідок раптового погіршення стану здоров'я. Цього дня владика помер.

## Вшанування пам'яті
- В Івано-Франківську на честь на нього назвали нову вулицю, і присвоїли йому посмертно звання «Почесний громадянин Івано-Франківська», а на вулиці названій на честь нього, в жовтні 2015 року відкрили меморіальну дошку йому.